# Milton Reyes
Milton Alexánder Reyes Galeas (né le 2 mai 1974 à Arenal au Honduras) est un footballeur international hondurien, qui évoluait au poste de défenseur, avant de devenir entraîneur.

## Biographie

### Carrière de joueur

#### Carrière en sélection
Avec l'équipe du Honduras, il joue 43 matchs (pour aucun but inscrit) entre 1995 et 2006. Il figure notamment dans le groupe des sélectionnés lors de la Gold Cup de 2000.
Il participe également à la Copa América de 2001, où le Honduras termine troisième.
Il joue enfin 17 matchs comptant pour les qualifications de la coupe du monde 2002.

## Palmarès
- Champion du Honduras en 1997 (A), 1998 (C), 1999 (A), 2000 (C), 2001 (A), 2006 (A), 2011 (C) avec le CD Motagua